# بطولة تونس للكرة الطائرة للرجال 1997-1998
بطولة تونس للكرة الطائرة للرجال 1997-1998 هو الموسم رقم 43 من بطولة تونس للكرة الطائرة للرجال.

فاز بهذا الموسم الترجي الرياضي التونسي.

## روابط خارجية
- الموقع الرسمي للجامعة التونسية للكرة الطائرة.